# La Feuille du Limousin
La Feuille du Limousin est une marque de certification à usage collectif servant à identifier commercialement un fromage fermier produit par quelques agriculteurs de l'ancienne région administrative du Limousin en France. Cette marque est la propriété du Syndicat des Eleveurs de Chèvres de la Corrèze, un syndicat patronal. Ce fromage au lait cru de chèvre reprend les contours d'une feuille de châtaignier. Il a commencé à être produit vers 1993.

## Présentation
Son poids est de 140 grammes, sa forme rappelle la feuille du châtaignier, emblème de la région. Sa texture est crémeuse. 

## Transformation du lait
Il est exclusivement fait à partir de lait cru entier de chèvre et son affinage dure de huit à vingt jours. Au minimum, 50 % du fourrage donné aux chèvres doit être produit dans le Limousin,. 

## Consommation
Sa croûte fine laisse passer une saveur légèrement acide.